# Thomas Gray (1787-1848)

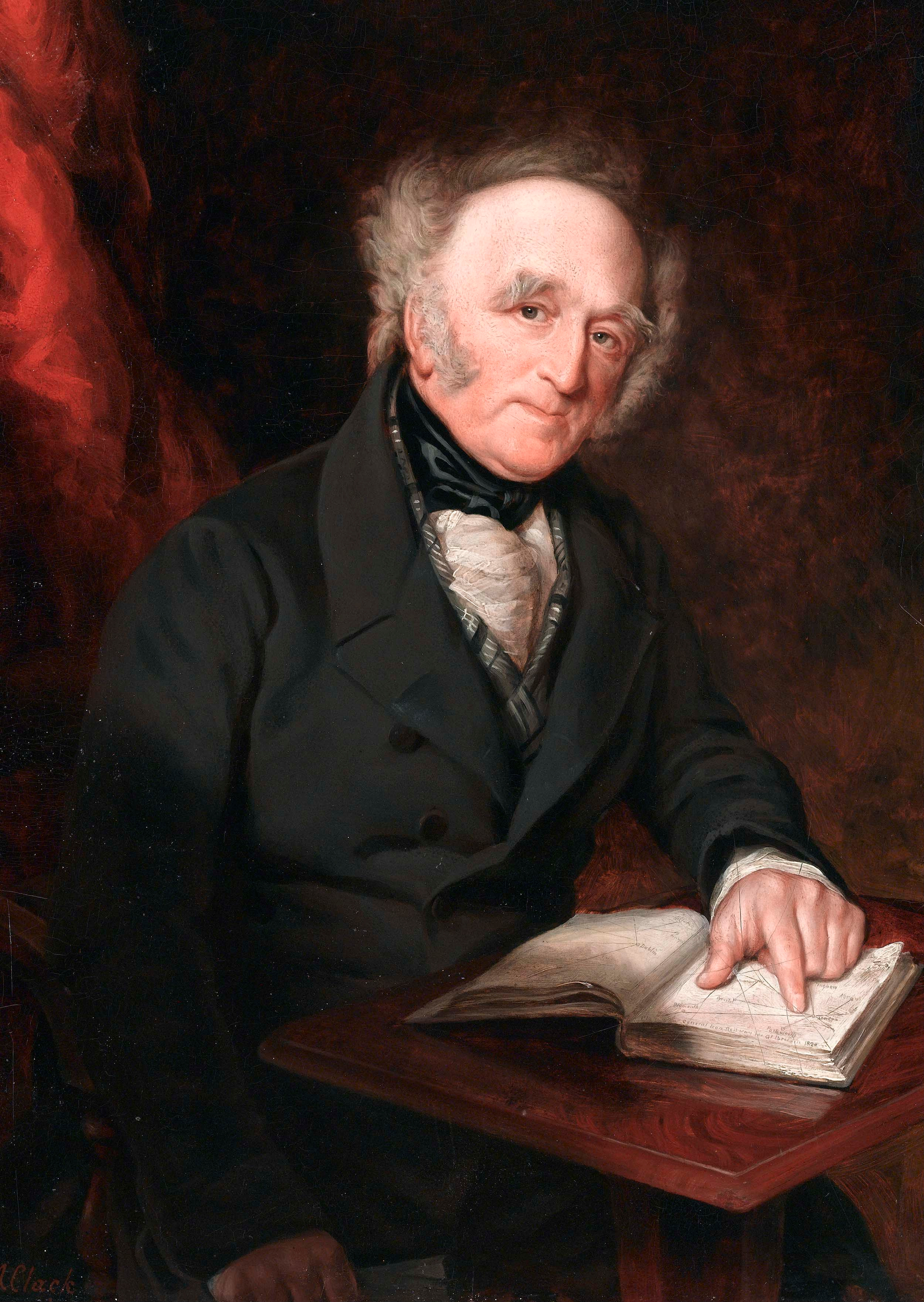
Portretschilderij (1848)

Thomas Gray (Leeds, 1787 – Exeter, 15 oktober 1848) was een Brits spoorwegvisionair.

## Leven
Hij was een zoon van Robert Gray uit Leeds en een tijdgenoot van William James, George Stephenson en Isambard Kingdom Brunel. Als jongen raakte hij in de ban van sporen en stoomtractie door getuige te zijn van het pionierswerk van John Blenkinsop aan de Middleton Railway. Onder het Verenigd Koninkrijk der Nederlanden emigreerde hij naar Brussel, waar hij in de Eikstraat woonde en later in Etterbeek. Hoewel geen ingenieur, toonde hij in 1818 aan Thomas Wilson en John Cockerill visionaire plannen voor een geïntegreerd spoorwegnet, dat alle andere vormen van vervoer over land en water zou overklassen. Stoomkracht had volgens hem alleen maar voordelen boven paardenkracht. 
Hij trad er twee jaar later mee naar buiten, en was tegen 1825 toe aan de vijfde vermeerderde editie van zijn werkje. Hij stelde voor om Londen het knooppunt te maken van een gestandaardiseerd spoornet. Niet-aflatend schreef hij politici en ondernemers aan, maar hij vond geen gehoor. In 1821, toen het kanaal Brussel-Charleroi werd gepland, richtte hij aan koning Willem I der Nederlanden het voorstel in de plaats een spoorlijn aan te leggen. Hoewel dit evenmin werd uitgevoerd, waren zijn ideeën in België niet zonder invloed. 
Gray keerde terug naar Engeland en ging in Exeter wonen. Na de doorbraak van de spoorwegen publiceerde Wilson in 1845 een geschrift, The Railway System and its author Thomas Gray, waarin hij minister van Financiën Robert Peel om steun voor de pionier verzocht. Die kwam er niet. Hij leefde van glasverkoop op commissie en stierf op 61-jarige leeftijd aan een hartziekte.

## Eerbetoon
In België werd in 1864 de Graystraat in Elsene naar hem vernoemd. Passend werd daarover in 1878 de Gray-Kroonbrug gebouwd, een imposant spoorwegviaduct.

## Publicaties
- Observations on a general iron rail-way. Shewing its great superiority over all the present methods of conveyance, and claiming the particular attention of all merchants, manufacturers, farmers, and indeed, every class of society, London, Baldwin, Cradock, and Joy, 1820, 22 p.

## Voetnoten
1. ↑  William T. Jackman, The Development of Transportation in Modern England, 2019, p. 372

- Bibsys: 6025273
- International Standard Name Identifier: 0000 0000 2830 8227
- Library of Congress Control Number: n86838888
- Virtual International Authority File: 16265617
- WorldCat: E39PBJwmV3PFMp9pTdfrpvvvHC